# Eudoxius von Hurmuzaki
Eudoxius von Hurmuzaki (en roumain : Eudoxiu de Hurmuzachi) est un historien, avocat, homme politique et patriote roumain.

## Biographie
Hurmuzaki est né en Bucovine autrichienne, dans une famille noble d’origine phanariote, qui déménage dans la principauté de Moldavie (la Bucovine est annexée de la principauté de Moldavie en 1775). Ses frères (Alexandru, Nicolae, Gheorghe et Constantin) sont également des figures représentatives des Roumains en Bucovine autrichienne. Son père, Doxachi von Hurmuzaki, offre refuge aux Roumains de Transylvanie.
En 1848, il rejoint le mouvement révolutionnaire roumain en Bucovine. Plus tard, avec d’autres dirigeants roumains de Bucovine, notamment ses frères, il soutient la transformation de la Bucovine en une région autonome de l’empire d'Autriche. Il est également un partisan de l’Union des principautés roumaines. Il est maréchal (Landeshauptmann) de Bucovine, ainsi que député à la Reichsrat. 
En tant qu’historien, il écrit beaucoup d’ouvrages sur les Roumains (en particulier sur la Bucovine), et deviendra membre de l’Académie roumaine. 
Hurmuzaki lutte pour les droits des Roumains dans l’empire d'Autriche, en particulier ceux de Bucovine, étant ainsi une des principales figures de la Renaissance nationale roumaine. En 1861, il réussit à aider les paysans de Câmpulung Moldovenesc à récupérer les terres confisquées par les autorités impériales, c’est pourquoi les habitants ont construit "Movila lui Hurmuzachi" (français : la Movila de Hurmuzaki) pour lui rendre hommage,,.  L'institut culturel roumain de Tchernivtsi en Ukraine, ancienne capitale de la Bucovine roumaine, porte son nom.   
Il meurt en 1874 à Cernăuți.